# Ворфілд (Британська Колумбія)
Ворфілд (англ. Warfield) — село в Канаді, у провінції Британська Колумбія, у складі регіонального округу Кутеней-Баундері.

## Населення
За даними перепису 2016 року, село нараховувало 1680 осіб, показавши скорочення на 1,2%, порівняно з 2011-м роком. Середня густина населення становила 890 осіб/км².
З офіційних мов обидвома одночасно володіли 65 жителів, тільки англійською — 1 605. Усього 125 осіб вважали рідною мовою не одну з офіційних, з них 5 — українську.
Працездатне населення становило 58% усього населення, рівень безробіття — 5,3%.
Середній дохід на особу становив $47 807 (медіана $40 768), при цьому для чоловіків — $60 511, а для жінок $34 425 (медіани — $52 992 та $29 675 відповідно).
25,7% мешканців мали закінчену шкільну освіту, не мали закінченої шкільної освіти — 15,5%, 58,8% мали післяшкільну освіту, з яких 25,9% мали диплом бакалавра, або вищий, 10 осіб мали вчений ступінь.
| Статево-вікова структура населення | Статево-вікова структура населення | Статево-вікова структура населення | Статево-вікова структура населення | Статево-вікова структура населення |
| ---------------------------------- | ---------------------------------- | ---------------------------------- | ---------------------------------- | ---------------------------------- |
|                                    |                                    |                                    |                                    |                                    |
| Всього                             | Всього                             | 49,0%51,0%                         |                                    |                                    |
| 0 — 14 років                       | 0 — 14 років                       |                                    | 14,7%                              | 14,7%                              |
| 15 — 64 років                      | 15 — 64 років                      |                                    | 66,2%                              | 66,2%                              |
| 65 і більше                        | 65 і більше                        |                                    | 19,2%                              | 19,2%                              |
| 85 і більше                        | 85 і більше                        |                                    | 2,4%                               | 2,4%                               |
| Середній вік (років)               | Середній вік (років)               | 43,343,4                           | 43,3                               | 43,3                               |
| Медіана (років)                    | Медіана (років)                    | 45,545,1                           | 45,3                               | 45,3                               |
| — чоловіки — жінки                 |                                    |                                    |                                    |                                    |

| Походження мешканців:     | Походження мешканців:     | Походження мешканців: | Походження мешканців: | Походження мешканців: |
| ------------------------- | ------------------------- | --------------------- | --------------------- | --------------------- |
| Походження                |                           |                       | осіб                  | %                     |
| Корінні американці        | Корінні американці        |                       | 135                   | 7.85%                 |
| Інше північноамериканське | Інше північноамериканське |                       | 400                   | 23.26%                |
| Європейське               | Європейське               |                       | 1 495                 | 86.92%                |
| британське                | британське                |                       | 1 020                 | 59.3%                 |
| французьке                | французьке                |                       | 140                   | 8.14%                 |
| українське                | українське                |                       | 135                   | 7.85%                 |
| Карибське                 | Карибське                 |                       | 15                    | 0.87%                 |
| Азійське                  | Азійське                  |                       | 45                    | 2.62%                 |
| Океанійське               | Океанійське               |                       | 15                    | 0.87%                 |

## Клімат
Середня річна температура становить 7,8°C, середня максимальна – 23,3°C, а середня мінімальна – -10,8°C. Середня річна кількість опадів – 657 мм.
| Клімат поселення                              | Клімат поселення | Клімат поселення | Клімат поселення | Клімат поселення | Клімат поселення | Клімат поселення | Клімат поселення | Клімат поселення | Клімат поселення | Клімат поселення | Клімат поселення | Клімат поселення | Клімат поселення |
| Показник                                      | Січ.             | Лют.             | Бер.             | Квіт.            | Трав.            | Черв.            | Лип.             | Серп.            | Вер.             | Жовт.            | Лист.            | Груд.            |                  |
| Середній максимум, °C                         | 3,47             | 6,40             | 10,46            | 15,12            | 19,64            | 23,25            | 22,29            | 22,18            | 16,96            | 10,52            | 4,39             | 0,21             |                  |
| Середня температура, °C                       | −3,67            | −0,74            | 3,31             | 7,98             | 12,50            | 16,10            | 19,20            | 19,08            | 13,87            | 7,44             | 1,31             | −2,86            |                  |
| Середній мінімум, °C                          | −10,82           | −7,89            | −3,83            | 0,84             | 5,35             | 8,96             | 16,12            | 16,01            | 10,79            | 4,36             | −1,77            | −5,94            |                  |
| Норма опадів, мм                              | 65               | 48               | 54               | 49               | 64               | 67               | 43               | 36               | 37               | 44               | 74               | 76               |                  |
| Середньомісячна швидкість вітру, м/с          | 2.28             | 2.21             | 2.43             | 2.69             | 2.61             | 2.53             | 2.44             | 2.38             | 2.21             | 2.20             | 2.28             | 2.27             |                  |
| Середньомісячна сонячна радіація, кДж/м²·день | 3519             | 6967             | 11566            | 16617            | 20431            | 22159            | 23937            | 20605            | 14727            | 8597             | 4032             | 2823             |                  |
| --------------------------------------------- | ---------------- | ---------------- | ---------------- | ---------------- | ---------------- | ---------------- | ---------------- | ---------------- | ---------------- | ---------------- | ---------------- | ---------------- | ---------------- |
| Джерело:                                      |                  |                  |                  |                  |                  |                  |                  |                  |                  |                  |                  |                  |                  |